# 热带鼠尾粟
热带鼠尾粟（学名：Sporobolus tenuissimus）为禾本科鼠尾粟属下的一个种。

## 扩展阅读
- 維基物種上的相關：热带鼠尾粟